# Шор-Булак
Шор-Булак (кирг. Шор-Булак) — село в Тонском районе Иссык-Кульской области Кыргызстана. Входит в состав Улаколского аильного округа. Код СОАТЕ — 41702 220 825 05 0.

## Население
По данным переписи 2009 года, в селе проживало 1083 человека.